# یمام
یمام (عبری: ימ"מ‎) مخفف واحد ویژه مرکزی (عبری: יחידה מרכזית מיוחדת‎) نیروی مسلح اسرائیلی است که وظیفه عملیات ضد تروریست را بر عهده دارد. یمام یکی از ۴ نیروی ویژه پلیس مرزبانی اسرائیل است.
یمام هم توانایی عملیات آزاد سازی گروگان‌ها را دارد و هم عملیات شهری، علاوه بر وظایف نظامی، یمام عملیات سوات را نیز انجام می‌دهد.